# Isolda Menges
Isolde Marie Menges (Hove, 16 maggio 1893 – Londra, 13 gennaio 1976) è stata una violinista britannica.

## Biografia
Figlia di George Menges, nativo della Germania, nacque nel Sussex, in Inghilterra. I suoi genitori suonavano il violino e gestivano una scuola di musica. La Menges divenne una studentessa di Leopold Auer e Carl Flesch. Suonò molto, come solista e con il Quartetto Menges (fondato da lei nel 1931) e con il Quintetto in luoghi come Darmstadt (a 14 anni), Liegi, Wiesbaden, Amsterdam, L'Aia, Rotterdam e in tutta l'Inghilterra, Scozia , Canada e Stati Uniti.
Il suo quartetto diede un ciclo completo di quartetti di Beethoven nella Wigmore Hall di Londra nel 1938 e un altro a Oxford.
Tenne concerti con note orchestre e direttori come l'orchestra della Queen's Hall diretta da Henry J. Wood, la London Symphony Orchestra diretta da Bruno Walter e la Royal Philharmonic Society. Nel 1916 suonò il Concerto per violino di Brahms e la Symphonie Espagnole di Édouard Lalo con Ernest Bloch.
Durante la prima guerra mondiale, poiché la sua eredità tedesca metteva in discussione la sua lealtà con l'Inghilterra, la Menges visitò il Nord America dal 1916 al 1919. Diede più di 100 concerti gratuiti per bambini in Canada.
Nel 1920 sposò il compositore Harold Tod Boyd; la coppia ebbe un figlio.
Mentre viveva con alcuni amici a Kelowna, in Canada, durante l'inverno e la primavera del 1918, Isolde Menges diede lezioni private quotidiane alla bambina prodigio Isobel Murray, che in seguito divenne una delle più importanti violiniste della Columbia Britannica.
Un premio importante la commemora al Royal College of Music, dove insegnò dal 1931.
Suo fratello minore era il compositore e direttore d'orchestra Herbert Menges.

## Notizie di stampa
La Menges suscitò notevoli consensi. Ad esempio il New York Times nel 1917 la definì "di prim'ordine".
Più in particolare, le notizie erano le seguenti:
Febbraio 1913: Queen's Hall, Concerto n. 5 di Tchaikovsky:
  E in questo pezzo nell'aprile del 1913: 
24 maggio 1913: Queen's Hall, concerto n. 5 di Brahms:
1915: Aeolian Hall, Londra, Sonata di Brahms in re minore, acc. Hamilton Harty:
23 gennaio 1918: Kelowna Theatre, Columbia Britannica:
1920: Wigmore Hall, concerto Wieniawski, Sonata di Handel:

Il 21 febbraio, stessa sede:
1923: Queen's Hall, concerto n. 5 di Dvorak:
1926, Queen's Hall, concerto n. 5 di Beethoven:

## Discografia parziale

### Handel
1923 - Sonata in Re. "... la cosa migliore per violino [nel 2 ° trimestre del 1923]... Questo è un pezzo glorioso di suonare..."

### Bach
1924 - Chaconne, HMV D 875-6

### Beethoven
1925 - Sonata Kreuzer; con Arthur De Greef
1923 - Concerto; con l'orchestra della Royal Albert Hall sotto diretta da Landon Ronald.

### Brahms
1929 - sonate n.2 e 3; con Harold Samuel

### Schubert
1928 - Sonata (Sonatina) per violino e pianoforte in sol minore, D408, con Arthur de Greef